# Championnats d'Europe féminins de judo 1980
Navigation
Édition précédente Édition suivante
La 6e édition des championnats d'Europe féminins de judo s'est déroulée les 15 et 16 mars 1980 à Udine, en Italie. 

## Résultats
| Épreuves             | Or                       | Argent                   | Bronze                                        |
| -------------------- | ------------------------ | ------------------------ | --------------------------------------------- |
| - 48 kg super-légers | Jane Bridge (GBR)        | Paola Napolitano (ITA)   | Annie Bechepay (FRA) Eva Hillesheim (FRG)     |
| - 52 kg mi-légers    | Patricia Montaguti (ITA) | Bridgette McCarthy (GBR) | Edith Hrovat (AUT) Mileva Smilianic (YUG)     |
| - 56 kg légers       | Gerda Winklbauer (AUT)   | Liesbeth Beeks (NED)     | Loretta Doyle (GBR) Therése Nguyen (SUI)      |
| - 61 kg mi-moyens    | Laura Di Toma (ITA)      | Brigitte Deydier (FRA)   | Marina Angelovic (YUG) Jeannine Peeters (BEL) |
| - 66 kg moyens       | Catherine Pierre (FRA)   | Nadia Amerighi (ITA)     | Paula Mallens (NED) Marie-France Mill (BEL)   |
| - 72 kg mi-lourds    | Jocelyne Triadou (FRA)   | Ingrid Berghmans (BEL)   | Barbara Classen (FRG) Avril Malley (GBR)      |
| + 72 kg lourds       | Margherita De Cal (ITA)  | Paulette Fouillet (FRA)  | Christiane Kieburg (FRG) Heather Ford (GBR)   |
| Toutes catégories    | Barbara Claßen (FRG)     | Ingrid Berghmans (BEL)   | Paulette Fouillet (FRA) Avril Malley (GBR)    |

## Tableau des médailles
| Rang | Nation               | Or | Argent | Bronze | Total |
| ---- | -------------------- | -- | ------ | ------ | ----- |
| 1    | Italie               | 3  | 2      | 0      | 5     |
| 2    | France               | 2  | 2      | 2      | 6     |
| 3    | Royaume-Uni          | 1  | 1      | 4      | 6     |
| 4    | Allemagne de l'Ouest | 1  | 0      | 3      | 4     |
| 5    | Autriche             | 1  | 0      | 1      | 2     |
| 6    | Belgique             | 0  | 2      | 2      | 4     |
| 7    | Pays-Bas             | 0  | 1      | 1      | 2     |
| 8    | Yougoslavie          | 0  | 0      | 2      | 2     |
| 9    | Suisse               | 0  | 0      | 1      | 1     |
|      |                      | 8  | 8      | 16     | 32    |

## Sources
- Podiums complets sur le site JudoInside.com.

- Podiums complets sur le site alljudo.net.

- Podiums complets sur le site Les-Sports.info.